# Balistes rotundatus
Espèce
Synonymes
- Canthidermis rotundatus (Marion de Procé, 1822)

Statut de conservation UICN

 LC  : Préoccupation mineure
Balistes rotundatus est une espèce de poissons osseux de la famille des Balistidae (Balistidés).